# Radosavci
Radosavci falu Horvátországban Verőce-Drávamente megyében. Közigazgatásilag Szalatnokhoz tartozik.

## Fekvése
Verőcétől légvonalban 24, közúton 31 km-re délkeletre, községközpontjától 6 km-re nyugatra, Nyugat-Szlavóniában, a Papuk-hegység északi lejtőin, a Szalatnokot Daruvárral összekötő 34-es számú főút mentén fekszik.

## Története
A falu középkori létezésének nincs nyoma, azonban megjegyzendő, hogy Engel Pál Radosavci közelébe helyezi az 1508-ban „Rosonc castellum” néven említett Rosonc várát. Csánki Dezső Körös megye leírásában a várat a Csagyavica-patak völgyébe helyezi. A korabeli források szerint a vár az atyinai uradalom területén állt. 1463-ban említik először a Gariak birtokaként, 1508-ban pedig már castellumként szerepel a Batthyány család birtokában. Dénes József a várat az Atyina melletti Vočinski Hum területén légifelvétel alapján beazonosított sáncokkal hozza összefüggésbe. Gjuro Szabo horvát történész valószínűsíti, hogy Rosonc azonos a népnyelvben Ružicának nevezett Orahovica (magyarul Raholca) várával. Fentiek alapján Radosavci azonossága a középkori Rosonccal nem valószínű.
A mai falu feltehetően a török uralom idején keletkezett, amikor a 17. században Boszniából pravoszláv szerbeket telepítettek ide. A Pozsegai szandzsákhoz tartozott. Lakossága a térség 1684-ben történt a török uralom alóli felszabadítása idején is megmaradt.
Az első katonai felmérés térképén „Dorf Radosovcze” néven találjuk. Lipszky János 1808-ban Budán kiadott repertóriumában „Radoszavcze” néven szerepel. Nagy Lajos 1829-ben kiadott művében „Radossavcze” néven 10 házzal, 51 katolikus vallású lakossal szerepel. Az Osztrák-Magyar Monarchia idején nagyszámú német lakosságot telepítettek ide. Első iskolája 1887-ben nyílt meg és egy ideig német nyelvű magániskola is működött a faluban.
Verőce vármegye Szalatnoki járásának része volt. 1857-ben 129, 1910-ben 203 lakosa volt. 1910-ben a népszámlálás adatai szerint lakosságának 76%-a német, 18%-a magyar, 5%-a cseh anyanyelvű volt. Az I. világháború után 1918-ban az új szerb-horvát-szlovén állam, majd később (1929-ben) Jugoszlávia része lett. A második világháború idején a partizánok elűzték a német lakosságot. Helyükre a háború után horvátok települtek be. 1991-ben lakosságának 95%-a horvát nemzetiségű volt. 2011-ben a településnek 99 lakosa volt.

## Lakossága
| Lakosság változása | Lakosság változása | Lakosság változása | Lakosság változása | Lakosság változása | Lakosság változása | Lakosság változása | Lakosság változása | Lakosság változása | Lakosság változása | Lakosság változása | Lakosság változása | Lakosság változása | Lakosság változása | Lakosság változása | Lakosság változása |
| ------------------ | ------------------ | ------------------ | ------------------ | ------------------ | ------------------ | ------------------ | ------------------ | ------------------ | ------------------ | ------------------ | ------------------ | ------------------ | ------------------ | ------------------ | ------------------ |
| 1857               | 1869               | 1880               | 1890               | 1900               | 1910               | 1921               | 1931               | 1948               | 1953               | 1961               | 1971               | 1981               | 1991               | 2001               | 2011               |
| 129                | 128                | 125                | 170                | 184                | 203                | 240                | 237                | 211                | 170                | 182                | 124                | 112                | 114                | 111                | 99                 |

## Nevezetességei
Mihály arkangyal tiszteletére szentelt római katolikus harangtornya a falu közepén a főutca északnyugati oldalán áll. Szent Mihály képét 1984-ben Viktor Libl festette a régi kép helyett, mert az ekkor már nem volt meg.